# Ambassade de France en Lituanie
L'ambassade de France en Lituanie est la représentation diplomatique de la République française auprès de la république de Lituanie. Elle est située à Vilnius, la capitale du pays, et son ambassadrice est, depuis 2021, Alix Everard.

## Ambassade
L'ambassade est située dans le centre historique de Vilnius, à l’angle des rues Švarco et Didzioji, à la lisière nord-est de l’ancien quartier juif, au sud du quartier de l’université de Vilnius. Elle accueille aussi le consulat général de France.

## Histoire
L’ensemble architectural qui, depuis 1995, abrite l’ambassade de France à Vilnius, s’est constitué en plusieurs étapes. Les premières mentions des maisons, l’une en bois, l’autre en maçonnerie de ciment, achetées par le Grand-duc Žygimantas Augustas, remontent au milieu du XVIe siècle. Disposés autour d'une cour oblongue, trois corps de bâtiments édifiés entre le XVIe et le XIXe siècle, ont été unis en un ensemble qui, cédé aux Jésuites en 1636, fut ceint d’une muraille durant la première moitié du XIXe siècle.
Acheté par l’université de Vilnius pour 11 000 ducats hollandais en 1804, le complexe immobilier reçut une destination qu’il devait garder jusqu’à une période récente : dans les appartements réaménagés à cet effet étaient logés les professeurs étrangers invités pour enseigner à Vilnius. Parmi eux, le professeur Johann Peter Frank, venu créer une chaire de médecine, et son fils, le médecin viennois Joseph Frank, qui a rédigé ses mémoires en français, ce volumineux journal étant devenu précieux pour l’histoire de Vilnius du début du XIXe siècle. Ils sont restés de 1804 à 1823 et leur nom est resté lié au bâtiment. Le second nom illustre attaché à l’histoire de cette prestigieuse maison est celui de l’écrivain Henri Beyle, plus connu sous le nom de Stendhal, qui séjourna en effet dans ses murs, dans la partie correspondant à l’actuel Centre culturel, en décembre 1812, lors de la retraite de Russie, alors qu’il servait en qualité d’intendant dans l’armée napoléonienne.
Le rez-de-chaussée abritait alors une librairie, d'un certain Fryderyk Moritz, ainsi que l'atelier de gravure d’Isidore Weiss, premier professeur de dessin de l’Université de Vilnius. Dans le complexe immobilier ont aussi vécu de prestigieux professeurs de l'Université : Kazimieras Jelskis (lt), sculpteur, et Jędrzej Śniadecki, philosophe et médecin.
La façade actuelle a été conçue en 1824.
Restaurée en 1993-1994 pour la partie Chancellerie et en 1997-1998 pour le Centre culturel, grâce à la collaboration de maîtres français et lituaniens, sous la direction de l’architecte parisien François Péron, la Maison Frank-Stendhal offre un bel exemple de l’architecture post-médiévale et néo-classique des grandes demeures bourgeoises et nobles de Vilnius. Particulièrement dignes d’intérêt sont les voûtes d’arêtes couvrant les salles du rez-de-chaussée de la chancellerie et, parmi les fragments de décors picturaux qui ont pu être remis en valeur, l’ample guirlande peinte sur l’un des murs de la cour de la chancellerie, seul exemple préservé jusqu’à nos jours de ce type de décor, répandu à Vilnius au XIXe siècle.

## Ambassadeurs de France en Lituanie
| De   | À    | Ambassadeur               |
| ---- | ---- | ------------------------- |
| 1991 | 1996 | Philippe de Suremain      |
| 1996 | 2000 | Michel Touraine           |
| 2000 | 2004 | Jean-Bernard Harth        |
| 2004 | 2008 | Guy Yelda                 |
| 2008 | 2011 | François Laumonier        |
| 2011 | 2015 | Maryse Berniau            |
| 2015 | 2018 | Philippe Jeantaud         |
| 2018 | 2021 | Claire Lignières-Counathe |
| 2021 | auj. | Alix Everard              |

## Relations diplomatiques
La France a reconnu la République de Lituanie le 20 mai 1920. L'annexion de la Lituanie par l'URSS en 1940 n'a pas été reconnue. Lors de la restauration de l'indépendance, validée par l'Union européenne le 29 août 1991, les relations diplomatiques entre la Lituanie et la France ont été renouées, au niveau ambassade.

## Consulat

### Communauté française
Au 31 décembre 2016, 431 Français sont inscrits sur le registre consulaire en Lituanie. La communauté française est plutôt jeune, résidant à Vilnius et travaillant dans le secteur tertiaire, en particulier l'enseignement et la coopération.
| 2001 | 2002 | 2003 | 2004 |
| ---- | ---- | ---- | ---- |
| 169  | 193  | 196  | 208  |

| 2005 | 2006 | 2007 | 2008 |
| ---- | ---- | ---- | ---- |
| 210  | 230  | 245  | 289  |

| 2009 | 2010 | 2011 | 2012 |
| ---- | ---- | ---- | ---- |
| 340  | 369  | 379  | 387  |

| 2013 | 2014 | 2015 | 2016 |
| ---- | ---- | ---- | ---- |
| 408  | 418  | 427  | 431  |

### Circonscriptions électorales
Depuis la loi du 22 juillet 2013 réformant la représentation des Français établis hors de France avec la mise en place de conseils consulaires au sein des missions diplomatiques, les ressortissants français d'une circonscription recouvrant l'Estonie, la Finlande, la Lettonie et la Lituanie élisent pour six ans trois conseillers consulaires. Ces derniers ont trois rôles : 
1. ils sont des élus de proximité pour les Français de l'étranger ;
2. ils appartiennent à l'une des quinze circonscriptions qui élisent en leur sein les membres de l'Assemblée des Français de l'étranger ;
3. ils intègrent le collège électoral qui élit les sénateurs représentant les Français établis hors de France.

Pour l'élection à l'Assemblée des Français de l'étranger, la Lituanie appartenait jusqu'en 2014 à la circonscription électorale de Stockholm, comprenant aussi le Danemark, l'Estonie, la Finlande, l'Islande, la Lettonie, la Norvège et la Suède, et pourvoyant deux sièges. La Lituanie appartient désormais à la circonscription électorale « Europe du Nord » dont le chef-lieu est Londres et qui désigne huit de ses 28 conseillers consulaires pour siéger parmi les 90 membres de l'Assemblée des Français de l'étranger.
Pour l'élection des députés des Français de l’étranger, la Lituanie dépend de la 3e circonscription.